# Klamath Mountains
De Klamath Mountains is een bergketen in het noordwesten van Californië en in het zuidwesten van Oregon. De hoogste toppen van de keten zijn : Mount Eddy (2744 meter) in Trinity County (Californië) en Mount Ashland (2296 meter) in Jackson County (Oregon).
Er is een gevarieerde geologie met stevige ondergronden van marmer en serpentijn. Het klimaat wordt gekenmerkt door strenge winters met hevige sneeuwval en warme zomers met weinig regenval. Door de geologie is er een unieke flora. Dit gebied is bekend om zijn verschillende soorten coniferen, waaronder de Lawsoncipres.
Het noordelijk deel van de Klamath Mountains is bekend als de Siskiyou Mountains.